# 1612 Hirose
1612 Hirose è un asteroide della fascia principale. Scoperto nel 1950, presenta un'orbita caratterizzata da un semiasse maggiore pari a 3,0983557 UA e da un'eccentricità di 0,0970713, inclinata di 16,85331° rispetto all'eclittica.
L'asteroide è dedicato all'astronomo giapponese Hideo Hirose, direttore dell'osservatorio nazionale del Giappone di Tokyo-Mitaka.